# Château d'Orlík
Le château d'Orlík (en allemand Burg Worlik; en tchèque Zámek Orlík) est un château situé dans la commune d'Orlík nad Vltavou en Bohême-du-Sud (République tchèque) sur un promontoire dominant de 80 mètres la rive gauche de la Vltava, (Moldau en allemand). Depuis 1962, du fait de la construction du barrage, le château se trouve sur les rives du lac de retenue.
Le château, après avoir été confisqué par les autorités communistes de la république populaire de Tchécoslovaquie, a été restitué à son ancien propriétaire, la famille Schwarzenberg, en 1992.

## Histoire
Le château fort a été construit au XIIIe siècle sous le règne d'Ottokar II de Bohême pour surveiller le passage de la Vltava et percevoir des taxes. Il appartient entre 1288 et 1289 à des partisans de Zawisch de Falkenstein, descendant des Witkowitz (Wittigon en allemand) qui, avec d'autres seigneurs, combat le pouvoir royal, représenté par le régent Othon IV, margrave du Brandebourg et tuteur de Venceslas II de Bohême. Le château est par la suite aménagé comme un château français avec deux corps de bâtiment et entouré d'un rempart au XIVe siècle. C'est à cette époque qu'est édifiée la chapelle contre le mur sud et qu'est aménagée la Salle de Chasse.
Le château appartient entre 1407 et 1508 à la famille Zmrzlik de Schweissing, originaire de Bohême. C'est Pierre de Schweissing (mort en 1421), membre du conseil royal et trésorier du roi Venceslas IV, qui achète le château à André Huller en 1407. Il est un ferme partisan des théories de Jean Hus et renforce les défenses du château en rehaussant la muraille occidentale et construisant une batterie de tourelles au nord-est. Ses fils, baptisés Venceslas et Jean, sont aussi des adeptes des hussites et combattent les armées impériales. Ils accueillent en 1422 au château le chef de guerre hussite Jean le Borgne de Procnov (ou Jean Zizka, comme le nommera plus tard George Sand).
Le château brûle en 1508. Ses ruines sont rachetées en 1518 par Christophe de Schwandberg qui le reconstruit aussitôt. Le château fortifié est au fil des années aménagé en style Renaissance et prend ainsi sa forme actuelle en 1575. On ajoute un second étage au nord-est et l'on décore la cour intérieure d'arcades.
Le château d'Orlík entre en 1719 dans les biens de la famille de Schwarzenberg, originaire de Franconie, qui est au service de l'empereur. Il est acquis par héritage de sa tante, par le prince Adam-François de Schwarzenberg. Les princes de Schwarzenberg ajoutent des éléments baroques et après l'incendie de 1802 restaurent une partie du château en style classique. C'est en 1873 que meurt au château le prince Edmond de Schwarzenberg, dernier maréchal de camp de l'Autriche-Hongrie. À la fin du XIXe siècle, trois tourelles néo-gothiques sont édifiées sur sa partie frontale et donnent aujourd'hui son caractère au château.
Le chef actuel de la maison princière de Schwarzenberg est le prince Karl VII, ancien ministre des Affaires étrangères de Tchéquie. Ce château est l'un des plus visités de Bohême[réf. nécessaire].

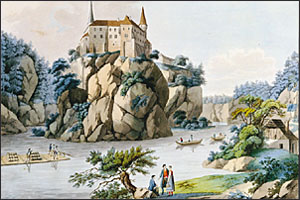
Vue du château au XIXe siècle
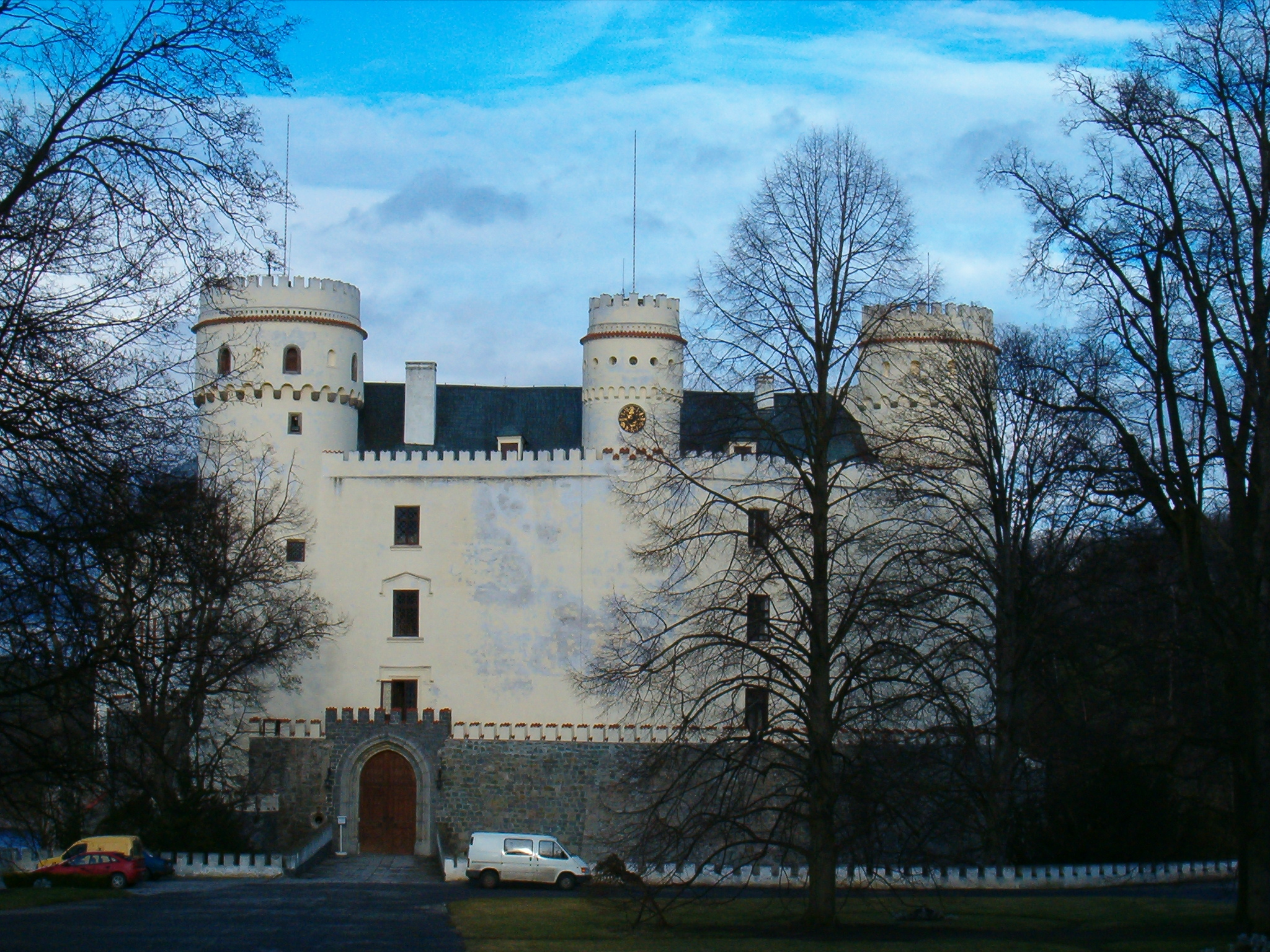
Entrée du château